# الصليب الأحمر الكيني
الصليب الأحمر الكيني (بالإنجليزية: Kenya Red Cross Society)‏ هو واحد من العديد من جمعيات الصليب الأحمر الدولية في مختلف أنحاء العالم. تأسس الصليب الأحمر الكيني ف عام 1961. يدعم الصليب الأحمر الكيني العديد من المشاريع اهمها محاربة المجاعة والإسعافات الأولية وخدمات الكوارث والطوارئ وخدمات التعليم.

## وصلات خارجية
- الموقع الرسمي